# Cingetorix
Cingetorix (1. století př. n. l.? – 1. století př. n. l.?) byl jedním ze dvou galských válečníků, bojujících o nadvládu keltského kmene Treverů a také válečník v období galských válek římského vojevůdce a prokonzula Julia Caesara. 
Cingetorix byl prořímsky orientovaný galský válečník, který se snažil získat vládu u Treverů, na úkor Indutiomara. Indutiomarus se v roce 54 př. n. l. snažil svůj lid přesvědčit k tomu, aby se přidali ke vzpouře Ambiorika proti Římanům. Ambiorix by vůdce Eburonů . Zrádce Cingetoriga prohlásil za nepřítele Terverů a zabavil mu jeho majetek. To Cingetoriga pobouřilo natolik, že se spojil s římským vojevůdcem Titem Labienem, který společně s pomocnými sbory (auxilia)  Indutiomara porazil a zabil.Caesar poté ve svém díle Zápisky o válce galské napsal: Vláda nad Trévery a vrchní velení nad vojskem byly odevzdány Cingetorigovi, který od počátku (...) věrně setrvávaval v poslušnosti.
O dalším životě Cingetoriga se nedochovaly žádné informace. Treveři se v roce 53 př. n. l. znovu postavili proti římským legiím vojevůdce Tita Labiena a přešli na stranu galského válečníka Ambioriga. Později se s Římany střetli v bitvě u Atuatuka (dnes Tongeren).